# Исторические провинции Финляндии
Исторические провинции (или Исторические области) Финляндии (фин. historialliset maakunnat, в единственном числе historiallinen maakunta, швед. historiska landskap) — наследие периода, когда Финляндия была частью Швеции. Провинции как административные единицы существовали до 1634 года, когда они были заменены новыми административно-территориальными единицами — ленами (губерниями, ляни) (современное административное деление страны, введённое 1 января 2010 года, включает 19  провинций, или областей (фин. maakunta, швед. landskap), которые не нужно путать с историческими провинциями). С тех пор, как в самой Швеции (см. провинции Швеции), так и в Финляндии, исторические провинции сохраняются только как традиционные территориальные единицы, и не имеют никаких административных функций. Их границам приблизительно соответствует распространение диалектов финского языка.

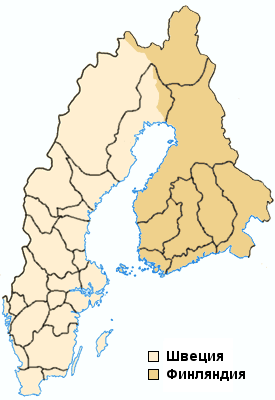
Границы провинций Швеции на 1809 год

Границы исторических провинций сохраняются практически неизменными на протяжении веков, они пережили как власть Российской Империи в 1809 году, так и обритения независимости Финляндией. В качестве исключений, нужно отметить, что небольшая часть шведской провинции Вестерботтен на левом берегу рек Турнеэльвен и Муониоэльвен, оказавшаяся по результатам Фридрихсгамского мира 1809 года под властью Российской Империи, стала считаться частью провинции Великого княжества ФинляндскогоПохьянмаа (Эстерботтен, Остроботния). Также восточная часть провинции Лаппланд, разделенная практически пополам, стала рассматриваться как отдельная провинция Лаппи. Наконец, территории, утерянные Финляндией в результате советско-финской войны (в частности, около половины провинции Карьяла), перестали считаться частями исторических провинций Финляндии.  

## Список исторических областей

Исторические области Финляндии в современных границах страны (границы современных областей выделены жёлтым цветом)

(Название в круглых скобках — сперва на финском языке, затем на шведском).
- Аланды (Ahvenanmaa, Åland)
- Карьяла (Karjala, Karelen)
- Лаппи (Lappi, Lappland)
- Похьянмаа (Pohjanmaa, Österbotten)
- Саво (Savo, Savolax)
- Сатакунта (Satakunta, Satakunda)
- Собственно Финляндия[1] (Varsinais-Suomi, Egentliga Finland)
- Хяме (Häme, Tavastland)
- Уусимаа (Uusimaa, Nyland)

## Геральдика
Впервые гербы провинций были продемонстрированы все вместе на похоронах короля Густава I в 1560 году, в том числе некоторые были специально созданы для этого события. После отделения Финляндии от Швеции в 1809 году геральдические традиции несколько изменились — на гербах исторических провинций появились короны, тогда как на гербах ленов они отсутствовали. Разделение Лапландии также требовало введения различий между финским и шведским гербами.